# Stróża (powiat limanowski)
Stróża – wieś w Polsce, położona w województwie małopolskim, w powiecie limanowskim, w gminie Dobra.
W latach 1975–1998 wieś należała administracyjnie do województwa nowosądeckiego.

## Położenie
Wieś leży w dolinie potoku Stróża – dopływu potoku Stradomka. Krajobraz jest tu górzysty, z łagodnymi stokami i szerokimi garbami.

## Integralne części wsi
| SIMC    | Nazwa       | Rodzaj    |
| ------- | ----------- | --------- |
| 1049416 | Dół         | część wsi |
| 0424763 | Jaz         | część wsi |
| 0424770 | Lęckosiówka | część wsi |
| 0424786 | Podwale     | część wsi |
| 0424792 | Przylasek   | część wsi |
| 0424800 | Wisielnice  | część wsi |
| 0424817 | Zakopiec    | część wsi |
| 0424823 | Zalasek     | część wsi |

## Historia
Pierwsze wzmianki o wsi Stróża pochodzą z końca XII wieku. Była to wieś rycerska należąca do grodu na górze Grodzisko, stanowiąca własność początkowo Ratoldów a następnie innych potężnych rodów szlacheckich. Następnie tereny te zostały własnością opactwa cystersów w pobliskim Szczyrzycu.
W miejscowym dworze w 1913 roku mieściła się Oficerska Szkoła Strzelecka, którą kierował Józef Piłsudski.
Ostatni właściciel wsi, Ludwik Lazar, w 1920 roku rozparcelował tereny między mieszkańców i sprzedał dwór oraz ogród z przeznaczeniem na szkołę.

## Turystyka
Z otaczających Stróżę wzgórz roztacza się rozległa panorama m.in. na Ciecień, Grodzisko, Chorągwicę, Dobrą, Porąbkę, Łopień, Mogielicę oraz Ćwilin.
Na terenie wsi znajdują się również dwa miejsca pamięci narodowej
- budynek szkoły podstawowej z wmurowaną tablicą pamiątkową;
- krzyż poświęcony partyzantom warszawskim zastrzelonym na Zakopcu w październiku 1943.

## Religia
Na terenie Skrzydlnej od 1957 funkcjonował samodzielny rektorat, należący do parafii w Skrzydlnej, a w 1982 została erygowana parafia pw. Najświętszego Serca Jezusowego, do której należy murowany kościół Najświętszego Serca Pana Jezusa.